# 1083

## Esdeveniments

### Països Catalans
- Consagració del Santuari de la Mare de Déu de l'Ajuda.
- Es formà el partit antifratricida contra Berenguer Ramon II, encapçalat per Ramon Folc I de Cardona i Bernat Guillem de Queralt, als quals s'uní el bisbe de Vic Berenguer Sunifred de Lluçà.

### Món
- Sanç I d'Aragó i Pamplona s'apodera del castell de Graus.
- Els normands repoblen les illes Eòlies (Sicília), després d'estar dos segles deshabitades.
- Cecília de Provença es casa amb Bernat-Ató IV de Trencavell
- Emeric d'Hongria és proclamat sant.
- Alfons VI de Lleó conquista l'assentament fortificat hispanomusulmà de Magrit.
- L'Imperi Seljúcida ocupa la ciutat de Sebaste.

## Naixements
- 1 de desembre - Constantinoble, Imperi Romà d'Orient: Anna Comnena, princesa romana d'Orient, la primera dona historiadora de qui es té coneixement (m.1153).[1]
- Odense, Dinamarca: Carles I de Flandes, comte de Flandes i beat (m.1127).
- David I d'Escòcia, rei d'Escòcia (m.1153).
- Enric de França, fill de Felip I de França, mort jove.
- Sempringham, Lincolnshire (regne d'Anglaterra): Gilbert de Sempringham, sacerdot i sant (m.1183).

## Necrològiques
- 2 de novembre: Matilde de Flandes, reina consort d'Anglaterra (n.c.1031).
- Gautier Giffard, primer comte de Longueville.